# Дефолт российского долга (2022)

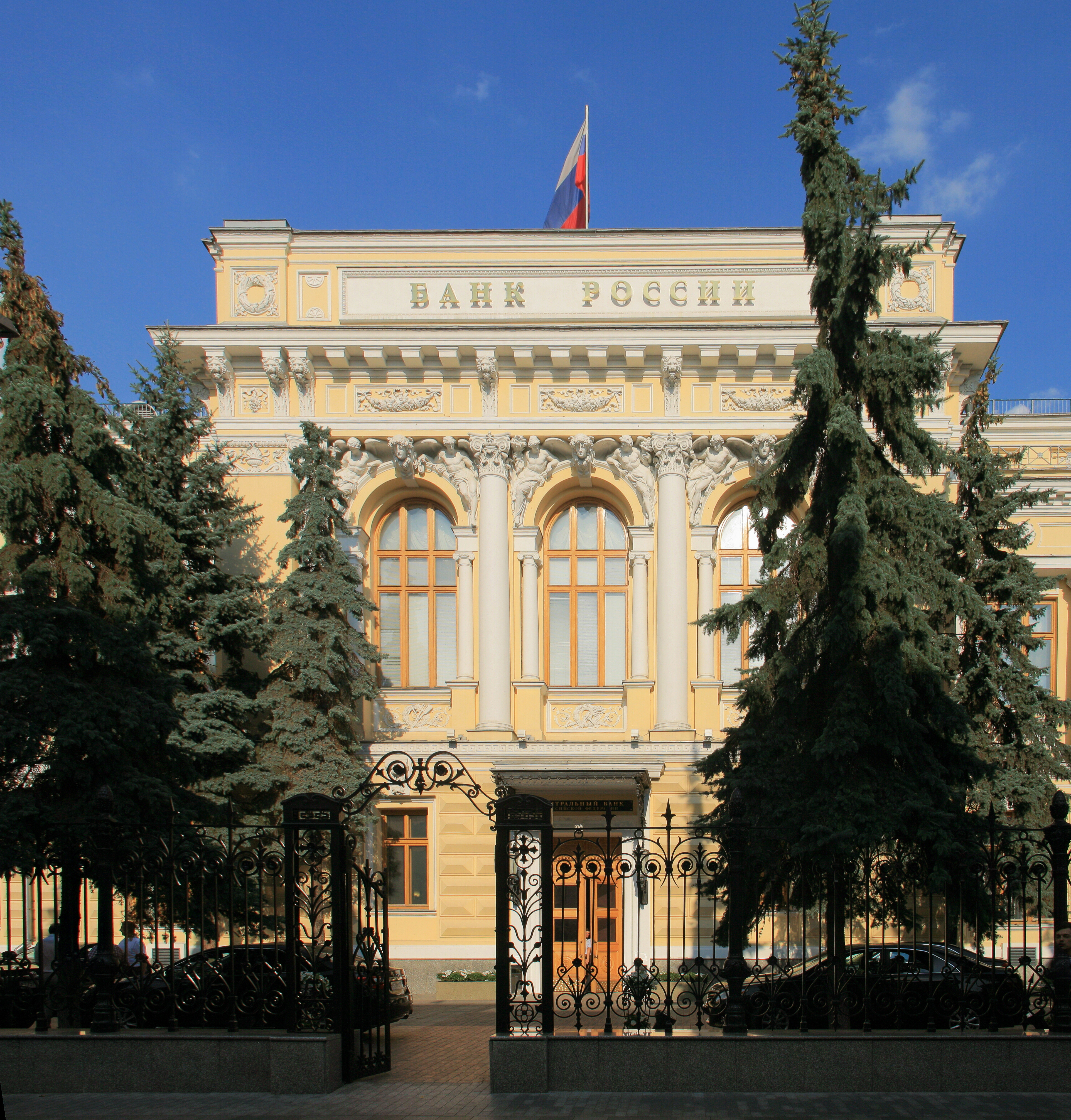
Банк России, Москва

Департамент казначейства США, Вашингтон

4 апреля 2022 года Россия допустила технический дефолт по своему внешнему долгу. 27 июня 2022 года Bloomberg и Moody’s сообщили о дефолте России по государственному долгу. Дефолт произошёл по техническим причинам и не означал фактического отсутствия способности или нежелания платить по долгам. Причиной дефолта стали санкции, введённые против России в ответ на её вторжение на территорию Украины, из-за которых валютные платежи стали невозможны.

## Ход событий

### Февраль
Министерство финансов США в феврале приняло решение отрезать Россию от мировой экономики после российского вторжения на Украину в 2022 году и объявило о заморозке активов российского Центрального банка, которые хранятся в Соединённых Штатах, и наложении санкций на Российский фонд прямых инвестиций. Замороженные активы составляют около 284 миллиарда долларов, что почти половина от 585 миллиардов долларов, накопленных Россией к июню 2021 года.

### Март
16 марта России удалось заплатить держателям своих облигаций, действуя на основании генеральной лицензии Управления по контролю за иностранными активами США, действующей до 25 мая, тем самым избежав технического дефолта. Россия также пригрозила подать в суд или использовать криптовалюты, если ей не дадут возможность обслуживать долг.

### Апрель
По данным Минфина России, внешний госдолг России на 1 апреля 2022 года составлял эквивалент 57,1 млрд $, из которых 64 % приходилось на обязательства по внешним облигационным займам. Россия обслуживала 14 выпусков таких облигаций с различными сроками погашения — от 2023 до 2047 года.
Администрация Байдена разрешила России перенаправлять значительные средства, хранящиеся в финансовых учреждениях США, для платежей по суверенному долгу. Однако 4 апреля Минфин США запретил России выводить средства из банков США для погашения долговых обязательств. В тот же день завершился срок погашения двух деноминированных в долларах облигаций, выпущенных правительством России, и Россия не выплатила свои обязательства в долларах США, что технически означало дефолт по внешнему долгу. После 30-дневного льготного периода Россия фактически объявила дефолт, не выплатив проценты в размере примерно 1,9 миллиона долларов США. 
5 апреля Россия попыталась заплатить держателям своих облигаций долларами из 600 миллионов долларов резервов, хранящихся в банках США. Однако США заблокировали эти средства в рамках санкций против России за её вторжение на Украину. У российского правительства был 30-дневный льготный период для выполнения своих обязательств, но S&P Global заявило, что ожидает, что инвесторы не смогут конвертировать рубли в «доллары, эквивалентные первоначально причитающимся суммам», а санкции снизят «готовность и технические возможности России соблюдать условия займов».
6 апреля министр финансов России Антон Силуанов заявил, что Россия погасит свой валютный долг только в том случае размораживания её валютных счетов.
8 апреля кредитное агентство S&P Global заявило, что Россия неизбежно столкнется с «выборочным дефолтом по обязательствам в иностранной валюте» (рейтинг NR после рейтинга CC), поскольку она пыталась погасить обязательства по долларовому долгу в рублях, которые не могли быть конвертированы в «долларовый эквивалент к первоначально причитающимся суммам». Выборочный дефолт возникает, если заемщик не выполняет определённые (иностранные или, точнее, «иностранные валютные») обязательства, но не по всему своему долгу.
29 апреля Минфин России заявил, что предпринял попытку погасить 649,2 млн долларов США по еврооблигациям «Россия-2022» и «Россия-2042» (в долларах через неподсанкционное АО «Дом. РФ» в адрес Bank of New York Mellon, а затем в лондонский филиал «Ситибанка»). Однако было неясно, дойдут ли платежи до получателей и избежит ли Россия дефолта.

### Май
4 мая регулирующие органы США и Великобритании зачислили платежи с технической датой 2 мая. За 5 дней до истечения срока действия генеральной лицензии Россия снова сумела расплатиться по еврооблигациям «Россия-2026» и «Россия-2036» и избежала льготного периода.
17 мая США объявили о планах заблокировать для России возможность выплат по госдолгу. 25 мая закончилось действие лицензии Минфина США, позволяющей держателям российских суверенных облигаций получать долларовые платежи по погашению долга, и США отказались продлить её.
Есть все основания полагать, что создание искусственных преград для Российской Федерации по обслуживанию государственного внешнего долга нужно для того, чтобы повесить ярлык «дефолт». Заявить можно, что угодно и ярлык попытаться повесить. Но все, кто разбирается, понимают, что никакой это не дефолт. Честно говоря, вся эта ситуация выглядит как фарс. И самое главное, непонятна цель доведения ситуации до абсурдаминистр финансов России Антон Силуанов.
Следующие выплаты после выплаты 27 мая составили 235 миллионов долларов по двум еврооблигациям с погашением 23 июня.
В конце мая выяснилось, что 30-дневный льготный период все ещё требует выплаты процентов, а значит, денег, выплаченных 29 апреля (и поступивших в «Ситибанк» 2 мая), не хватило на ~1,9 млн долларов США, и технический дефолт от 4 апреля превратился в реальный дефолт, признанный Комитетом по кредитным деривативам (англ. Credit Derivatives Determinations Committees — CDDS) 1 июня, когда проголосовало 13 участников, и только один из них («Ситибанк») проголосовал за Россию. Дефолт для целей контрактов CDS «происходит после того, как определяющий комитет проголосует по кредитному событию, которое уже произошло», — заявил Габриэле Фоа, менеджер фонда Global Credit Opportunities в компании Algebris. «Конечно… это очень небольшая сумма, поэтому определение дефолта очень техническое. Если, как предполагается, иностранные инвесторы не смогут получать выплаты с 25 мая, дефолт вскоре станет более существенным».

### Июнь
27 июня 2022 года Bloomberg и Moody’s объявили о дефолте России по государственному долгу. В любом случае, все последствия дефолта останутся неопределенными до тех пор, пока мировой финансовый рынок не получит ясности по следующим вопросам:
Будет ли платеж, зачисленный на счет в России на имя кредитора, считаться «получением» платежа и, следовательно, освобождением России от её обязательств? Кредитор может получить выплаты таким образом, но фактическое получение денег со счета может быть осложнено планами правительства США ограничить доступ к активам, базирующимся в России, или их передачу в настоящее время.
Кроме того, не помешали ли России платить западные санкции? Если так, то, поскольку это находится вне её контроля, Россия может утверждать, что она не виновата в дефолте. Суд может встать на сторону России, если сочтёт эти доводы обоснованными.
Эти вопросы подлежат толкованию судом. Но Россия не отказалась от своего суверенного иммунитета и не подчинилась юрисдикции суда, указанного ни в одном из двух проспектов облигаций. Таким образом, кредиторы и мировые рынки должны продолжать ждать дальнейшей ясности.

## Последствия
Иностранные СМИ называли дефолт 2022 года первым российским дефолтом за 100 лет. Формально последний дефолт произошёл в 1998 году, однако тогда в ходе односторонней реструктуризации государственного долга по государственным облигациям (ГКО-ОФЗ) пострадали в основном внутренние инвесторы.
В январе 1918 года Совет рабочих, крестьянских и солдатских депутатов принял декрет, которым аннулировал все царские долги, в том числе иностранные: «Безусловно и без всяких ограничений аннулируются все иностранные займы». Постсоветская Россия последовательно закрыла долги Российской империи (в августе 2000 года прошёл последний транш в пользу Франции) и Советского союза (в августе 2006 года была погашена задолженность перед Парижским клубом кредиторов, а в августе 2017 года — перед Боснией и Герцеговиной, последним иностранным кредитором СССР).
Агентство Bloomberg отметило, что «дефолт носит в основном символический характер и мало что значит для россиян». Эксперты сходятся в том, что краткосрочные эффекты дефолта минимальны, так как рынки уже учли войну с Украиной и введённые санкции. Важнейшим долгосрочным последствием (как минимум на ближайшее десятилетие) станет отсутствие иностранных инвестиций в страну и высокие ставки на внешние заимствования в иностранных валютах для государства и компаний (даже в случае снятия санкций). Это приведёт к снижению уровня жизни населения и общему экономическому спаду.
Российский Минфин не признал факт дефолта, утверждая, что неполучение денег инвесторами произошло из-за действий посредников. Непризнание дефолта блокирует стандартные механизмы — в частности, кросс-дефолт, то есть досрочное погашение обязательств по всем выпускам. В условиях блокировки валютных платежей Минфин предложил инвесторам альтернативную схему: перевод рублей на специальные счета типа «И», открытые иностранным депозитариям (Euroclear) в «Национальном расчтёном депозитарии». Для получения средств владельцы российских еврооблигаций должны будут обратиться в НРД или иную уполномоченную организацию и предоставить документальное подтверждение прав «с предоставлением информации по всей соответствующей цепочке номинальных держателей вплоть до иностранного номинального держателя первого уровня». Также Минфин требует от держателей «письменный отказ от всех потенциальных претензий к эмитенту в будущем в отношении соответствующего платежа». Механизм предусматривает возможность для инвесторов конвертировать полученные рубли в валюту номинала либо в иную валюту. Дополнительно необходимо «в установленном порядке» получить разрешение на вывод средств за рубеж. Эксперты полагают, что предложенная схема может оказаться невостребованной из-за «этических соображений» и страха нарушить санкционный режим США и ЕС.
Иностранные инвесторы могут обратиться в европейские суды для получения выплат в валюте, но практического смысла в дорогостоящих процессах нет, так как заёмщик готов платить, но не может сделать это в оговорённой валюте. Суды могут отказать в производстве дел, поскольку, хотя бонды выпущены по английскому праву, Россия не признаёт юрисдикцию иностранных судов по этим бумагам.
Некоторые инвесторы могут возместить часть потерь за счёт кредитных дефолтных свопов (CDS) — страховки от дефолта. Однако Управление по контролю за иностранными активами в июне запретило американским инвесторам покупать любые российские ценные бумаги на вторичных рынках, что заблокировало выплаты по CDS. В конце июня Американский Комитет по определению кредитных деривативов (CDDC), который объединяет 13 банков и управляющих активами, попросил Минфин США временно разрешить торговлю российскими активами на один день, чтобы провести аукцион по кредитным дефолтным свопам и выплатить причитающееся инвесторам. Согласно расчетам JPMorgan, объём CDS в отношении России составляет 2,54 млрд $. Крупнейший риск по российским CDS — на сумму около 1 млрд $ — лежит на американском облигационном гиганте PIMCO. Аукцион по кредитным дефолтным свопам прошёл 12 сентября 2022 и установли цену в 56,125 цента за доллар. На практике это означает, что за 1 млн $ принадлежащих CDS номиналов покупатель этой защиты может получить 438 750 $.
Структура держателей облигацией достоверно неизвестна. Согласно оценке Bloomberg, пострадали не только крупные фонды. Благодаря довоенному инвестиционному рейтингу в российские гособлигации вкладывались пенсионные фонды, эндаумент-фонды и т. д. Также евробонд покупали российские частные инвесторы и банки, учитывавшие облигации на своих балансах. Так, существенную часть выпусков ранее скупали Сбербанк и ВТБ. Возможно, больше половины выпуска евробондов — у локальных держателей из России.
До вторжения на Украину российские гособлигации обычно торговались по цене выше номинала. В начале марта их цена падала до 14 центов за доллар. После дефолта их цена оставалась на уровне 20-30 центов за доллар или ниже. Известно, что хедж-фонды и фонды проблемных долгов скупают долговые обязательства по сниженным ценам и надеются получить значительную прибыль, если их удастся погасить по номиналу или близко к нему.